# Shimizu Mega-City Pyramid
Die Shimizu Mega-City Pyramid ist ein visionäres Baukonzept für den Bau eines 2000 Meter hohen Pyramidengebäudes in der Bucht von Tokio. Der Entwurf stammt von der Shimizu Corporation, einem japanischen Bauunternehmen.

## Geschichte
In den 1980er Jahren litt die Megastadt Tokio unter großem Platzmangel, was 1982 einen Mitarbeiter der Shimizu Corporation auf die Idee für den Entwurf brachte. Er wurde dabei von dem Gebäude der Tyrell Corporation aus dem dystopischen Science-Fiction-Film Blade Runner inspiriert. 1992 ließ Shimizu das Konzept für den Bau patentieren. 2004 stellte das Unternehmen der Öffentlichkeit einen Entwurf der Pyramidenstadt vor. Geplant war ein Baubeginn im Jahr 2030, aber es wurden keine konkreten Maßnahmen zum Baubeginn ergriffen. Als ein mögliches Datum für die Fertigstellung wurde das Jahr 2110 genannt.
Die vorgeschlagene Struktur ist so groß, dass sie aufgrund ihres Gewichts nicht mit herkömmlichen Materialien gebaut werden kann. Die Konstruktion beruht auf der zukünftigen Verfügbarkeit von superstarken, leichten Materialien auf der Basis von Kohlenstoff-Nanoröhren und Graphen, die derzeit erforscht werden.

## Entwurf
Das Bauwerk wäre 2.004 Meter hoch und würde sowohl für Wohnungen, Büros und Geschäftsflächen genutzt werden. Insgesamt soll er Platz für eine Million Menschen und über 200.000 Wohneinheiten bieten. Die Struktur könnte damit Wohnungen, Geschäfte, Parks und andere Dienstleistungen in einem Gebäude erhalten und würde eine eigene Stadt bilden.
Der Entwurf sah einen aus acht Stufen bestehenden Pyramidenbau vor, der sich wiederum aus übereinandergestapelten und miteinander verbundenen Pyramiden und Hochhäusern zusammensetzt. Da der seismisch aktive Pazifische Feuerring quer durch Japan verläuft, würde die äußere Struktur der Pyramide aus einem offenen Netz von Traversen bestehen, mit Stützstreben aus Kohlenstoff-Nanoröhren, die es der Pyramide ermöglichen, starken Winden standzuhalten sowie Erdbeben und Tsunamis zu überstehen. Die Traversen würden mit einer Fotovoltaikfolie beschichtet, um Sonnenlicht in Strom umzuwandeln und die Stadt mit Energie zu versorgen. Die Pyramidenstadt würde auch über ein eigenes Verkehrswesen verfügen, einschließlich Fahrsteige, Schrägaufzüge, Heliports und einem Personal-Rapid-Transit-System.